# Engraulis japonicus
Engraulis japonicus (Temminck e Schlegel, 1846), conosciuto in italiano come acciuga giapponese è un pesce osseo marino della famiglia Engraulidae, affine all'acciuga europea.

## Distribuzione e habitat
La specie è diffusa nell'Oceano Pacifico nordoccidentale dal sud dell'isola di Sachalin (Russia) a nord fino a Taiwan. Occasionalmente è stata segnalata dalle Filippine e dall'Indonesia. È un animale pelagico che frequenta le fasce superficiali della colonna d'acqua. Vive prevalentemente vicino alle coste ma è stata catturata anche nell'oceano aperto a più di 1.000 km dalla terraferma più vicina. In primavera ed estate tende a spostarsi a nord dell'areale e ad avvicinarsi alle coste fino a penetrare nelle baie. Le fasi giovanili sono associate ad ammassi di alghe galleggianti.

## Descrizione
E. japonicus ha un aspetto molto simile a quello della comune acciuga europea e mediterranea.
La taglia massima nota è di 18 cm, la taglia media è attorno a 14 cm.

## Biologia
La longevità massima non supera i 4 anni. Gregaria, forma banchi numerosi.

### Alimentazione
Planctofaga, si nutre di crostacei (soprattutto copepodi), larve di molluschi, uova e giovanili di pesci e diatomee.

### Riproduzione
Si riproduce tutto l'anno, con picchi stagionali locali. Si riproduce in genere a partire dal secondo anno di vita.

## Pesca
Molto importante per la pesca commerciale del Pacifico di NO. In Giappone viene sfruttata fin dal X secolo. Viene pescata prevalentemente con reti da circuizione. Il pescato annuo presenta fortissime fluttuazioni secondo un ciclo irregolare pluriennale, curiosamente i picchi di cattura di E. japonicus sono inversamente proporzionali a quelli del Clupeidae Sardinops sagax. Gli stati che catturano la maggior quantità di E. japonicus sono il Giappone e la Cina.